# Pegões

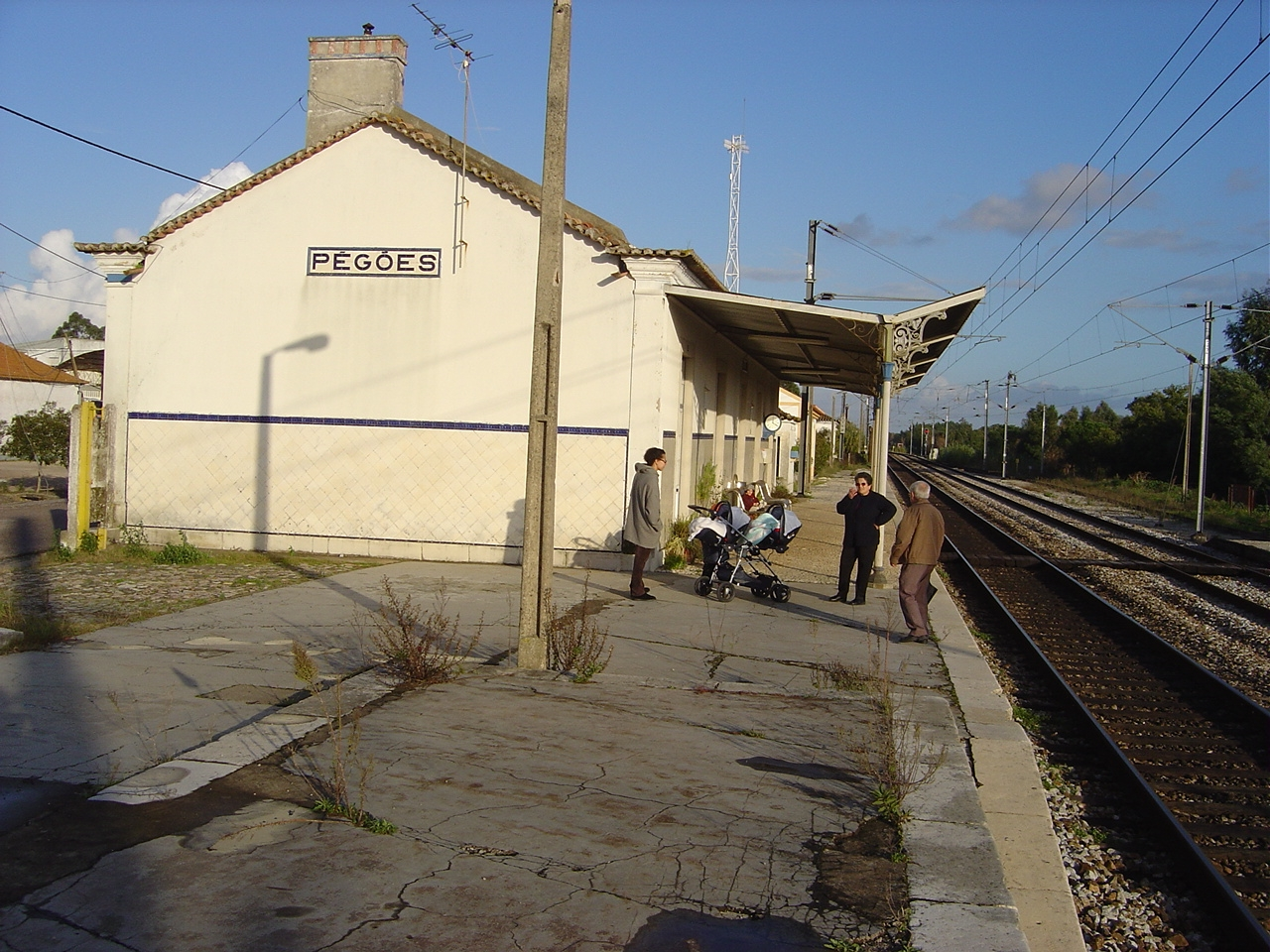
Bahnhof von Pegões

Pegões ist eine Gemeinde in Portugal im Landkreis von Montijo mit 24,3 km² Fläche und 2360 Einwohnern (Stand 30. Juni 2011). Die Bevölkerungsdichte beträgt 97,3 Einwohner/km². Sie wurde 1985 gegründet.
Zu der Gemeinde gehören neben Pegões auch die Orte 
- Afonsos,
- São João das Craveiras
- und Pegões-Gare.

Der Bahnhof von Pegões liegt an der Linha do Alentejo.